# Буда (Червенский район)
Буда (бел. Буда) — бывшая деревня (урочище) на территории Колодежского сельсовета Червенского района Минской области. Уничтожена немецко-фашистскими захватчиками 10 ноября 1942 года вместе с жителями.

## География
Располагалась в 20 км к юго-востоку от райцентра, в 2 км к югу-юго-востоку от деревни Подсосное.

## История
Населённый пункт впервые упоминается в XVIII веке под названием Буда Язненская. На 1800 год деревня входила в состав Игуменского уезда Минской губернии и принадлежала Г. Шалевичу, тогда здесь насчитывался 1 двор, где проживали 8 человек околичной шляхты и 6 крестьян[уточнить]. На 1908 год урочище Буда в составе Юровичской волости, насчитывавшее 7 дворов, где проживали 55 человек. У местного помещика часто случались конфликты с крестьянами из ближайших населённых пунктов[уточнить]. Так, в марте 1907 года группа крестьян выкосила участок принадлежавшего помещику луга, за что 17-18 апреля 1912 года 17 человек были приговорены к уголовной ответственности[уточнить]. На 1917 год в урочище 2 двора, 15 жителей (9 мужчин и 6 женщин), 13 из которых — поляки. 20 августа 1924 года деревня вошла в состав вновь образованного Колодежского сельсовета Червенского района Минского округа (с 20 февраля 1938 — Минской области). Согласно переписи населения СССР 1926 года здесь насчитывалось 10 дворов, проживали 69 человек. На 1940 год в деревне было уже 19 дворов, проживали 100 человек. Вскоре число дворов возросло до 25.

### Уничтожение деревни
Во время Великой Отечественной войны жители деревни поддерживали связь с партизанами бригады «Разгром». Об этом узнали полицаи. 10 (по другим данным — 12) ноября 1942 года немцы вошли в деревню и стали поджигать дома, а выбегавших из горящих домов жителей тут же расстреливали. Были сожжены все 25 домов, погибли 83 человека. Некоторым жителям деревни удалось спастись. После войны деревня не была восстановлена.

## Память
После войны на месте трагедии был установлен памятник. В 1984 году поставили новый памятник-стелу с мемориальной надписью. В связи с относительной труднодоступностью местности добраться сюда осенью и весной довольно сложно. Название деревни увековечено в мемориальном комплексе «Хатынь».